# Episodi di Monster (seconda stagione)

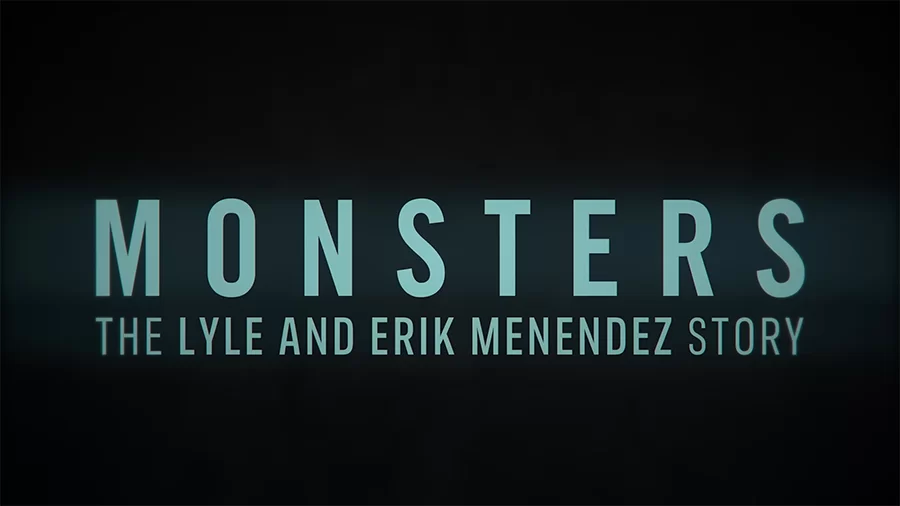
Logo della stagione

La seconda stagione della serie televisiva antologica Monster, intitolata Monsters: la storia di Lyle ed Erik Menéndez, è composta da 9 episodi ed è stata trasmessa in prima visione assoluta a partire dal 19 settembre 2024 sulla piattaforma di streaming a pagamento Netflix.
| n. | Titolo originale              | Titolo italiano       | Pubblicazione     |
| -- | ----------------------------- | --------------------- | ----------------- |
| 1  | Blame It on the Rain          | Blame It on the Rain  | 19 settembre 2024 |
| 2  | Spree                         | Spese folli           | 19 settembre 2024 |
| 3  | Brother, Can You Spare a Dime | Hai qualche spicciolo | 19 settembre 2024 |
| 4  | Kill or Be Killed             | Uccidi o vieni ucciso | 19 settembre 2024 |
| 5  | The Hurt Man                  | L'uomo ferito         | 19 settembre 2024 |
| 6  | Don't Dream It's Over         | Don't Dream It's Over | 19 settembre 2024 |
| 7  | Showtime                      | Inizia lo spettacolo  | 19 settembre 2024 |
| 8  | Seismic Shifts                | Terremoto             | 19 settembre 2024 |
| 9  | Hang Men                      | Gli impiccati         | 19 settembre 2024 |

## Blame It on the Rain
- Titolo originale: Blame It on the Rain
- Diretto da: Carl Franklin
- Scritto da: Ryan Murphy e Ian Brennan

### Trama
Dopo l'omicidio dei loro genitori, José e Kitty Menéndez, inizialmente attribuiti alla mafia, Lyle ed Erik Menendez vengono presi in custodia temporanea dall'FBI. Perseguitato dagli incubi dei suoi genitori che muoiono, Erik visita il dottor Jerome Oziel e confessa che lui e suo fratello hanno ucciso i loro genitori e perché hanno scelto di farlo. Suo padre, José, era un controllore e violento fisicamente mentre sua madre, Kitty, era una tossicodipendente che assecondava le scelte del marito. Dopo la confessione, il dottor Oziel chiama Lyle in un ufficio mentre chiama la sua amante, Judalon, per assistere alla confessione. In ufficio, Lyle nega che abbiano ucciso i suoi genitori e se ne va con Erik.

## Spese folli
- Titolo originale: Spree
- Diretto da: Carl Franklin
- Scritto da: David McMillan e Ian Brennan

### Trama
Dopo aver ucciso i genitori, Lyle ed Erik trascorrono parte della notte fuori per avere un alibi. All'arrivo, i fratelli chiamano la polizia per denunciare l'omicidio, ma la polizia sospetta che qualcosa non vada. Qualche tempo dopo, i fratelli iniziano a spendere un sacco di soldi in prodotti di lusso, anche se pensano che il padre li abbia diseredati e che debbano trovare il testamento prima che venga letto. Dopo aver aperto la cassaforte dove pensavano ci fosse il testamento, un servitore lo dà a Lyle e si rendono conto che il padre ha lasciato loro tutto. Due mesi dopo, la polizia invia un amico di Erik per ottenere una confessione, ma senza successo. Il dottor Ozil continua con i fratelli in terapia e si offre di essere il suo partner. Dopo che Ozil caccia Judalon da casa sua, lei va alla stazione di polizia dopo aver appreso tutto sul caso Menéndez.

## Hai qualche spicciolo?
- Titolo originale: Brother, Can You Spare a Dime?
- Diretto da: Paris Barclay
- Scritto da: Ian Brennan e David McMillan

### Trama
Dopo che Judalon rivela alla polizia l'esistenza dei nastri del caso Menéndez registrati durante le sedute con i due fratelli dal dottor Ozil, la polizia si reca a casa di Ozil per ottenerli, dove ascolta la confessione dei fratelli. Lyle ed Erik vengono quindi arrestati dalla polizia e mandati in prigione in attesa del processo. I fratelli hanno difficoltà ad adattarsi alla loro nuova vita in prigione, sebbene Erik faccia amicizia con un detenuto. Entrambi negano la gravità dell'incidente e le sue possibili conseguenze finché il loro avvocato, il signor Shapiro, non rivela loro che rischiano la pena di morte. Dopo aver appreso questa informazione, Erik pensa di dire la verità sui suoi genitori, ma Lyle rifiuta. Le guardie scoprono un piano di Lyle per fuggire con Erik e di conseguenza Lyle viene trasferito in un'altra cella. Dopo aver licenziato Shapiro, la famiglia assume Leslie Abramson come avvocato di Erik Menéndez. Leslie lo fa parlare con uno psicologo, il dottor William Vicary, ed Erik gli confida di essere stato abusato sessualmente da suo fratello Lyle, che a sua volta era stato abusato per anni dal padre, José.

## Uccidi o vieni ucciso
- Titolo originale: Kill Or Be Killed
- Diretto da: Paris Barclay
- Scritto da: Ian Brennan e David McMillan

### Trama
Leslie fa visita a Lyle per avere la sua versione della storia, anche se lui si rifiuta di descrivere suo padre come un mostro, dicendo che voleva il meglio per lui nonostante fosse così duro con lui. Mentre Lyle parla, menziona che stava perdendo i capelli a causa della pressione che suo padre aveva su di lui per essere il migliore, e che il padre ha salvato i fratelli dall'essere arrestati per rapina. Alla fine, Lyle inizia a parlare di come suo padre lo abbia abusato, andando di male in peggio, mentre sua madre non ha fatto nulla per fermarlo. Per normalizzare ciò che gli stava accadendo, ha iniziato a maltrattare Erik. Lyle è riuscito a far smettere suo padre di maltrattarlo, anche se ha continuato a maltrattare Erik. Dopo questo, Lyle ha affrontato suo padre e ha detto a Leslie che Jose aveva pianificato di ucciderli. Dominick Dunne, un nemico di Leslie, sostiene che i fratelli sono veramente malvagi e non meritano il perdono.

## L'uomo ferito
- Titolo originale: The Hurt Man
- Diretto da: Michael Uppendahl
- Scritto da: Ian Brennan

### Trama
Durante la visita di Leslie a Erik, Erik le racconta di come i suoi genitori lo avevano improvvisamente rinchiuso e di come suo padre lo avesse abusato. Secondo lui, suo padre amava solo Lyle. Quando José iniziò ad abusare di lui, sentì che era l'unica volta in cui suo padre lo amava davvero, sebbene, come suo fratello Lyle, gli abusi iniziarono dai massaggi allo stupro, che secondo suo padre servivano a renderlo forte, sebbene per lui fosse una tortura. Sua madre era a conoscenza di tutto questo e iniziò a controllargli il pene per vedere se aveva contratto l'AIDS, poiché aveva segretamente rapporti sessuali con un uomo a causa delle sue esperienze con suo padre. Infine, Erik dice a Leslie che da allora è un uomo distrutto.

## Don't Dream It's Over
- Titolo originale: Don't Dream It's Over
- Diretto da: Max Winkler
- Scritto da: Ryan Murphy & Ian Brennan

### Trama
L'attenzione si sposta sulla vita di Josè e Kitty fin da giovani, quando si conobbero all'università, finendo con il trasferimento a Beverly Hills, la crisi di coppia e con i figli e gli ultimi giorni precedenti agli omicidi.

## Inizia lo spettacolo
- Titolo originale: Showtime
- Diretto da: Michael Uppendahl
- Scritto da: David McMillan, Reilly Smith e Todd Kubrak

### Trama
Il processo di Lyle ed Erik inizia sul serio. L'episodio si addentra nel dramma dell'aula di tribunale mentre sia l'accusa che la difesa presentano i loro casi. Il team legale dei fratelli lavora per ritrarli come vittime di gravi abusi, mentre l'accusa sostiene che gli omicidi sono stati motivati dall'avidità. Le tensioni aumentano mentre il processo diventa una sensazione mediatica, rivelando segreti familiari più profondi e il pedaggio emotivo su tutti i soggetti coinvolti.

## Terremoto
- Titolo originale: Seismic Shifts
- Diretto da: Ian Brennan
- Scritto da: Ian Brennan

### Trama
Il processo affronta un'interruzione inaspettata quando un potente terremoto colpisce, causando caos sia in aula che nelle vite dei fratelli. Questo disastro naturale diventa una metafora per lo sconvolgimento nel loro caso mentre emergono nuove, scioccanti testimonianze. L'episodio intreccia la tensione del processo con il letterale tremore della terra, sottolineando l'instabilità e l'imprevedibilità sia della battaglia legale che del futuro dei fratelli.

## Gli impiccati
- Titolo originale: Gli impiccati
- Diretto da: Michael Uppendahl
- Scritto da: David McMillan, Reilly Smith, Todd Kubrak e Ian Brennan

### Trama
Il processo raggiunge il culmine quando entrambe le parti pronunciano le loro argomentazioni finali. La tensione in aula è palpabile mentre la giuria delibera sul destino dei fratelli. Fuori dall'aula, la frenesia mediatica si intensifica e i fratelli si confrontano con l'imminente possibilità di una condanna a morte. L'episodio esplora il pedaggio emotivo e psicologico su Lyle ed Erik, così come l'impatto sui membri rimanenti della loro famiglia mentre il processo si avvicina alla conclusione. Alla fine la giuria li dichiarò colpevoli e li condannò all'ergastolo, e per evitare che potessero organizzare un'evasione li trasferirono in due carceri diversi. Lyle ed Erik, mentre scontano ancora l'ergastolo continuano a sostenere di aver subito abusi sessuali dai loro genitori.